# 中央公論新社
株式会社中央公論新社（ちゅうおうこうろんしんしゃ）は、日本の出版社である。読売新聞グループ本社の傘下。略称は中公（ちゅうこう）。
本項では、旧法人の株式会社中央公論社（ちゅうおうこうろんしゃ）についても述べる。

## 沿革

### 中央公論社時代
1886年（明治19年）に京都・西本願寺の有志が集まり「反省会」を設立（中央公論新社はこの年を創業としている）。翌1887年、反省会は『反省会雑誌』を創刊（後に『中央公論』と改題）。
1896年（明治29年）、東京に移転し、1914年（大正3年）1月に「中央公論社」と改名、事務所は初代社長の麻田駒之助の自宅内にあった。1926年（大正15年）に株式会社化した。
『中央公論』は大正デモクラシーを代表する総合雑誌として部数を伸ばした。1916年（大正5年）には『婦人公論』を創刊。両誌とも第二次世界大戦後、刊行を続けている。
1957年（昭和32年）、中央公論社編集局事業部（自費出版部門）が独立、子会社として株式会社中央公論事業出版創業。日本初のオーダーメイド出版専門会社。

### 中央公論新社
中央公論社は1990年代に経営危機に陥ったため、読売新聞社（現・読売新聞東京本社）が救済に乗り出し、1999年に読売の全額出資によって中央公論新社が設立され、営業を譲り受けた。同時に中央公論事業出版も読売グループの一員となった。旧中央公論社は1999年2月1日付で株式会社平成出版（へいせいしゅっぱん）に商号変更、同年8月23日に解散。同年12月27日に特別清算開始。2001年9月1日に清算が終了し、完全消滅した。
2002年の読売グループ再編により新設されたグループ持株会社読売新聞グループ本社の事業子会社となった。自社ビルも建て替えられた。
2015年5月7日本社機能が、旧中央公論社時代から使われてきた中央区京橋の読売中公ビルより、千代田区大手町の読売新聞ビル19階に移転した。移転に伴い名称も読売八重洲ビルに変更された。

## 雑誌

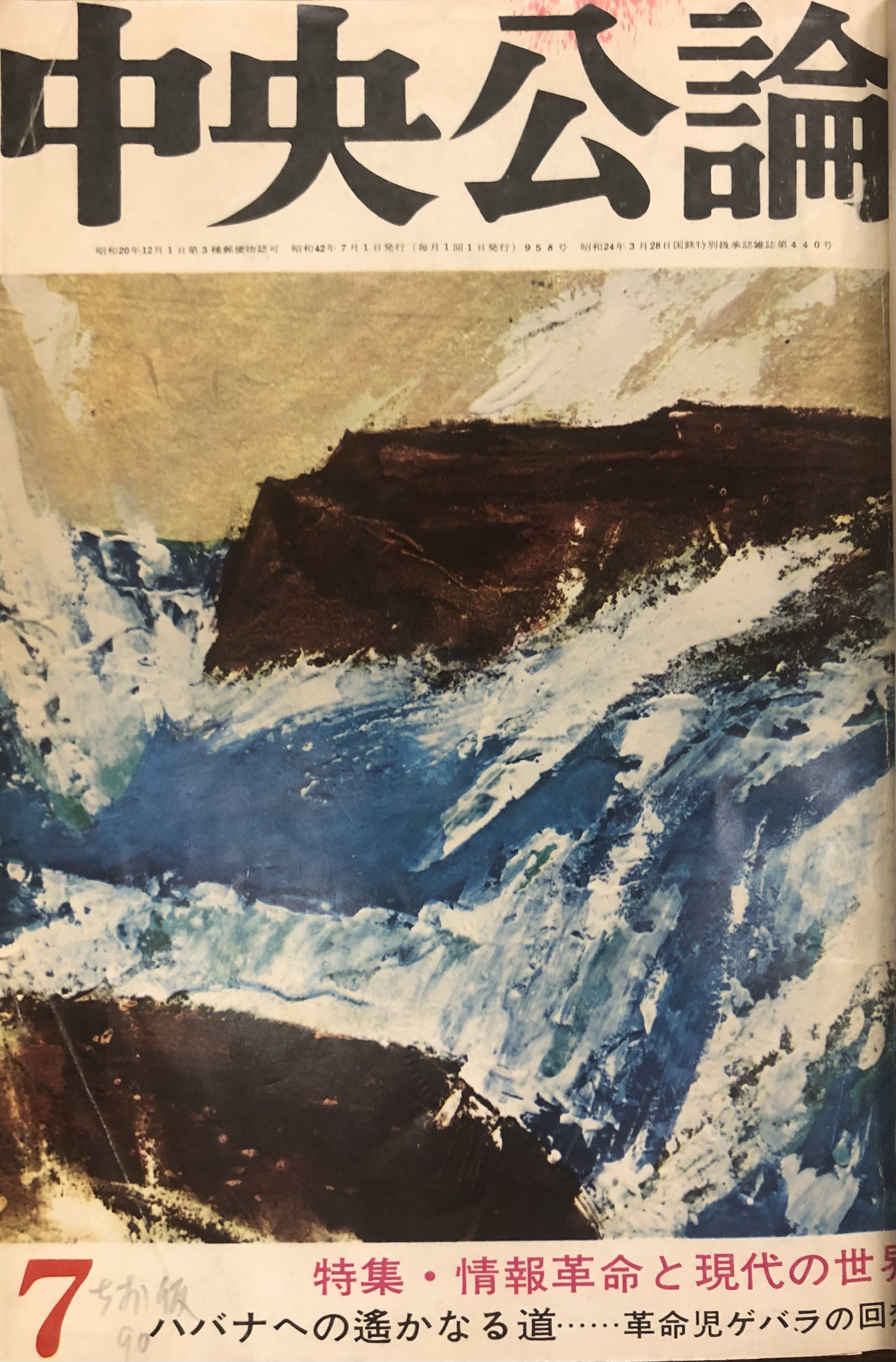
『中央公論』1967年7月号

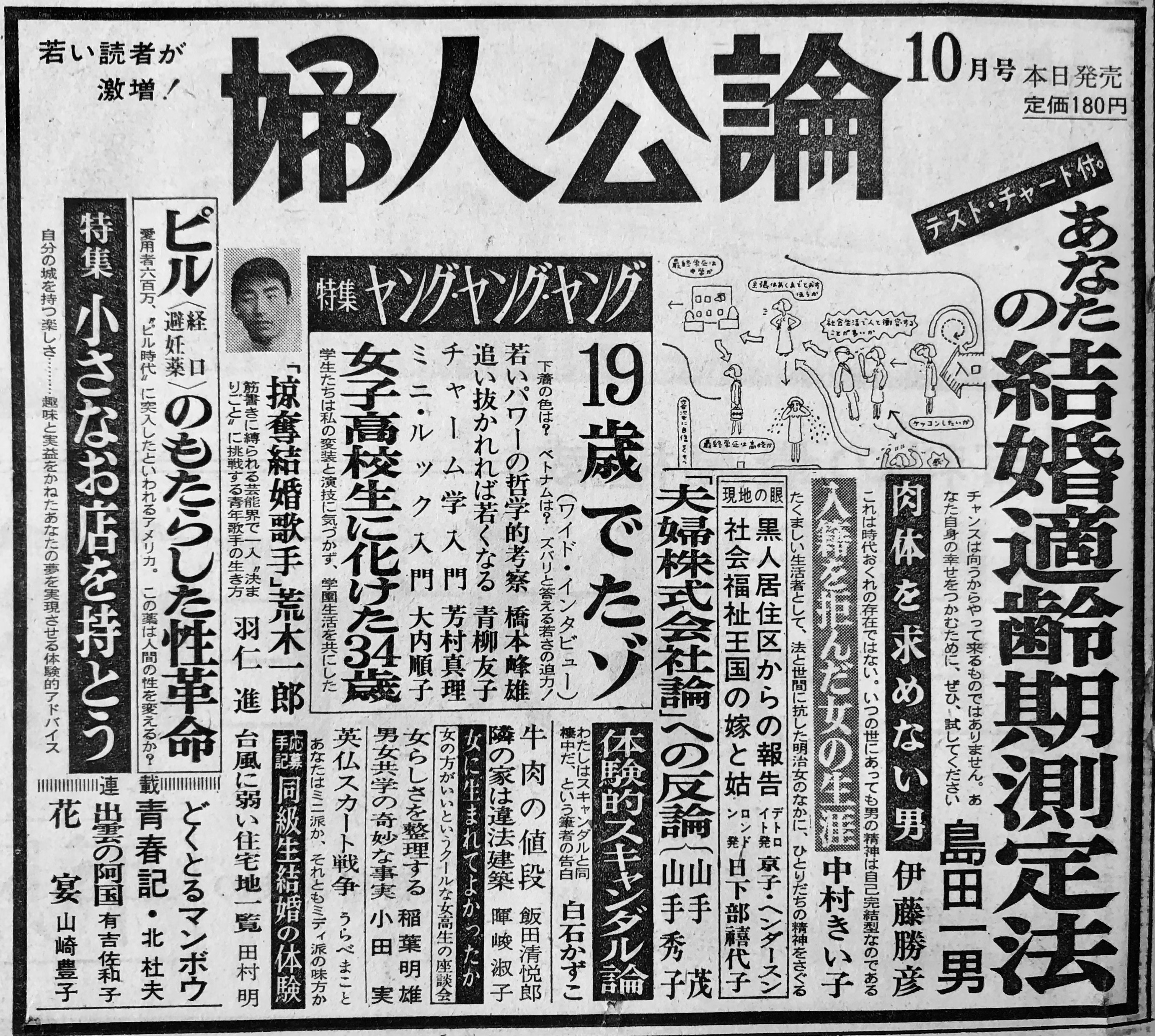
『婦人公論』1967年10月号

一般向け
- 中央公論
- 婦人公論
- 週刊公論（週刊コウロン）
1959年10月創刊（1959年11月3日号）、1961年8月終刊。

『読売ウイークリー』等、一部の出版物は移籍することなく引き続き読売新聞社（読売新聞東京本社）から発行された。『読売ウイークリー』は、2008年12月1日発行分を以って休刊となったが、一部の書籍および読売新聞縮刷版（主に業務・図書館用）は現在も読売新聞社で出版されている。
会員向け
- Marie Claire Style
単独での発売は行わず、2012年7月26日以降、読売新聞を定期購読する家庭に特典として月1～2回無料提供されている。

## ウェブメディア
- 婦人公論.jp（2019年開設）。雑誌『婦人公論』のウェブ版として記事の配信や独自コンテンツを提供。

## レーベル
- 中公新書
1962年に創刊。他の新書と比べ、学術書としての性格が強い。
- 中公叢書
1967年1月に創刊。ソフトカバー。四六判。不定期刊行。他社も含め文庫再刊された書目も多くある。一般向け学術書を中心としている点では中公新書とコンセプトを共有しているが、新書よりも比較的分量の多い著作が中心であり、新書として企画されたものがページ数の増加で叢書での刊行に変更されたり、新書から刊行された書目の続編が叢書から刊行された例もある[注 1]。
- 中公選書
2011年に創刊。ソフトカバー。四六判。
- 中公文庫
1973年に創刊。学術書で初刷・数版のみで品切絶版（仏教関連、東洋学、近代日本ほか）が相当数あり、古書価の高い書目も多い[独自研究?]。
- C★NOVELS
1982年11月に創刊。ソフトカバー。大衆文学、架空戦記などを収録する。また「C★NOVELS Fantasia」では、女性向けファンタジー、ライトノベルズを収録する。
2014年、「茅田砂胡プロジェクト」が発足した[7]。
文芸レーベルに「novella*1200」がある。
- 中公新書ラクレ
2001年3月に創刊。ソフトカバー。「ラクレ」（La Clef）とはフランス語で「鍵」の意である。中公新書のやや軽めの姉妹本で、「中公新書の弟分の新書レーベル」と自称している[8]。2011年11月、通巻400点達成を機に、カバー・帯が一新された。
『読売新聞』に掲載された記事の新書化が多い。
- 中公文庫BIBLIO
2001年に創刊。学術系の文庫レーベルで、2020年現在刊行休止[9]。中公文庫プレミアムが事実上引き継いだ。
- 中公クラシックス
2001年春に創刊、2019年秋休止。古典・名著を改訂した新書判、当初は毎月刊行だったが後半は不定期刊行だった。

## 漫画
1980年代から90年代にかけて名作漫画をまとめた「中公愛蔵版」を多数出版した。これは2 - 4センチメートルほどの厚さで、一冊にまとまっているので買いやすいということで、支持を集めた。また、藤子不二雄の漫画全集である藤子不二雄ランドや石ノ森章太郎の「マンガ日本の歴史」シリーズ他を出版したのもこのころである。漫画単行本レーベルとしては「中公コミック・スーリ」を展開している。
1990年代後半になって、文庫の漫画が流行したことから、愛蔵版シリーズの作品の多くは中公文庫に移行した。また竹宮惠子、安彦良和等を再版した。広島原爆をテーマにした中沢啓治の『はだしのゲン』も同社から大判愛蔵版（全3巻）として発行され、後に文庫版（全7巻）でも刊行されている。
読売新聞日曜版に連載されている『猫ピッチャー』（そにしけんじ作）の単行本も読売グループという関係で同社から出版されている。
近年はコンビニコミックの出版にも積極的で、「Chuko コミックLite Special」のレーベル名で展開、『笑ゥせぇるすまん』や『魔太郎がくる!!』など藤子不二雄Aの代表作品を中心に刊行されている。前述の『はだしのゲン』のコンビニコミックは、週刊少年ジャンプ掲載分を集英社が発行しているが、ジャンプ以外の雑誌に掲載されたシリーズは『はだしのゲン 第二部』として中央公論新社から刊行されている。

## 著名な刊行物
- 『世界の歴史』、『日本の歴史』
1960年代に刊行された、各分野の専門家による本格的な概説書シリーズ。当初の創刊には宮脇俊三が関与していた。『日本の歴史』は、半世紀以上を経て文庫新版で重刷。
90年代半ばに、新しい世代の専門家による『世界の歴史』（全30巻）が刊行。2008年1月より2010年6月にかけ文庫再刊された。
- 『世界の名著』、『日本の名著』
『世界の名著』は1966年から1976年にかけ全81巻（第1期：全66巻、第2期：全15巻）が、『日本の名著』は1969年から1982年にかけ全50巻が刊行された。
2001年4月より改訂版（新書判）が、中公クラシックスで刊行中。
- 『世界の文学』、『日本の文学』
1960年代に刊行。『世界の文学』は全54巻が、『日本の文学』は全80巻が刊行された。
- 『大乗仏典 インド編』、『大乗仏典 中国・日本編』
1974年から1996年にかけ刊行。創業時は仏教系出版社だったので、今日でも仏教関連の書籍を多く刊行している。
インド編は中公文庫で再刊。ただし1600～2000円と高価である。
- 『日本絵巻大成（正・続）』
小松茂美監修を中心に刊行。普及版に『日本の絵巻（正・続）』がある。
このほか美術関連のものでは、『文人画粋編』、『日本の陶磁』など多数が、普及版でも刊行された。

## 業績推移
| 決算年度 | 売上高 | 経常利益 | 当期純利益 |
| -------- | ------ | -------- | ---------- |
| 2003年度 | 7,547  | 276      | 148        |
| 2004年度 | 7,019  | 261      | 126        |
| 2005年度 | 7,413  | 404      | 233        |
| 2006年度 | 7,655  | 543      | 299        |
| 2007年度 | 7,456  | 449      | 255        |
| 2008年度 | 6,959  | 266      | 118        |
| 2009年度 | 6,473  | 120      | 70         |
| 2010年度 | 6,320  | 226      | 121        |
| 2011年度 | 6,399  | 181      | 50         |
| 2012年度 | 6,588  | 115      | 52         |
| 2013年度 | 6,256  | ▲49      | ▲46        |
| 2014年度 | 5,726  | ▲211     | ▲602       |
| 2015年度 | 6,138  | 149      | 124        |
| 2016年度 | 6,075  | 62       | 33         |
| 2017年度 | 5,924  | 33       | 18         |
| 2018年度 | 5,760  | 139      | 42         |
| 2019年度 | 5,541  | 23       | 22         |
| 2020年度 | 5,791  | 482      | 712        |
| 2021年度 |        |          |            |
| 2022年度 | 5,283  | 314      | 202        |
| 2023年度 | 5,608  | 318      | 204        |
| 2024年度 | 4,857  | 99       | 69         |

※単位:百万円

## 関連人物・項目
- 嶋中鵬二（元社長、会長）
- 嶋中行雄（元社長）
- 宮脇俊三（元常務。退職して紀行作家へ転身）
- 白井晟一（装幀／建築家）
- 服部之総 出版部長
- 谷崎潤一郎賞
- 婦人公論文芸賞
- 中央公論文芸賞
- 読売・吉野作造賞
- 新書大賞